# Abbaye Saint-Nicolas de Bar-sur-Aube
Pour les articles homonymes, voir Abbaye Saint-Nicolas et Saint-Nicolas.
L'abbaye Saint-Nicolas est une ancienne abbaye fondée avant 1130 du diocèse de Langres.

## Localisation
L'abbaye est située sur la commune de Bar-sur-Aube, dans le département français de l'Aube.

## Historique
Elle existait, en premier lieu comme hôpital géré par une communauté religieuse de femmes et une d'hommes. Son cimetière avait été consacré par Guilain, évêque de Langres sur une demande de Innocent II. Saint-Benoit, de retour d'un voyage à Worms et Spire, y célébrait la messe en l'église Saint-Nicolas de Bar le 6 février 1147. Mais sa pérennité était difficile, Thibaut IV comte de Champagne et l'évêque de Langres relevaient le proviseur Robert et y nommaient sa sœur Alix tout en faisant de Saint-Nicolas, une abbaye féminine. En 1436, Philippe de Vienne, évêque modifiait la structure pour en faire un prieuré masculin sous la tutelle du Val-des-écoliers de Laon. Le prieuré qui avait continué sa fonction d'hospice fut supprimé en 1734 et fut lentement démantelé par ses prieurs et le 26 juillet 1673 fut réuni à tous les bâtiments qui faisaient office comme maladrerie, léproserie...

## Abbesses
- 1252 Élisabeth,
- 1271 Catherine,
- 1306 Yolande,
- 1429 Marguerite du Rouevre.